# Landskamp Danmark - Sverige
|  | Denne artikel er oprettet af botten PalnaBot ud fra en ekstern database. Den kan derfor have sproglige fejl eller mangler. Denne skabelon kan fjernes efter kontrol af indholdet. |

Landskamp Danmark - Sverige er en film med ukendt instruktør.

## Handling
Landskampen Danmark-Sverige 15. juni 1947 i Parken, København. Sverige vandt med resultatet 1-4.